# Melodi Grand Prix 2023
Melodi Grand Prix 2023 – 61. edycja festiwalu, będącego norweskimi eliminacjami do 67. Konkursu Piosenki Eurowizji w Liverpoolu. Półfinały odbyły się, kolejno: 14, 21, oraz 28 stycznia, a finał – 4 lutego. Podczas rund półfinałowych o wynikach zadecydowali telewidzowie za pomocą głosowania telefonicznego, natomiast w finale zwycięzcę wybrali wraz z międzynarodową komisją jurorską.

## Format
Konkurs składa się z trzech półfinałów, a w każdym z półfinałów wystąpi siedmiu wykonawców, z których trójka konkursantów z największą liczbą głosów publiczności przechodzi do finału. W tym roku producenci zrezygnowali z poprzedniego formatu, w którym pięciu artystów było automatycznie zakwalifikowanych do finału, a kolejnych pięciu wybranych zostało w trakcie półfinałów i/lub drugiej szansy, w których artyści zmierzali się w „duelach” – dwóch artystów wybranych w drodze losowania konkurowała ze sobą, a zwycięzca przechodził do następnego etapu. Zlikwidowano również format dogrywki – drugiej szansy. W finale telewidzowie wybiorą zwycięzcę wraz z międzynarodową komisją jurorską składającą się z kilku komisji z państw z całej Europy, które zadecydują łącznie 50% finałowego wyniku. Według norweskiego szefa delegacji w Konkursie Piosenki Eurowizji i producenta wydarzenia, Stiga Karlsena, który jest odpowiedzialny za organizację wydarzenia, konkurs „przechodzi teraz na łatwiejszy do zrozumienia model konkursu, w którym wszyscy artyści rywalizują z tego samego punktu wyjścia”.

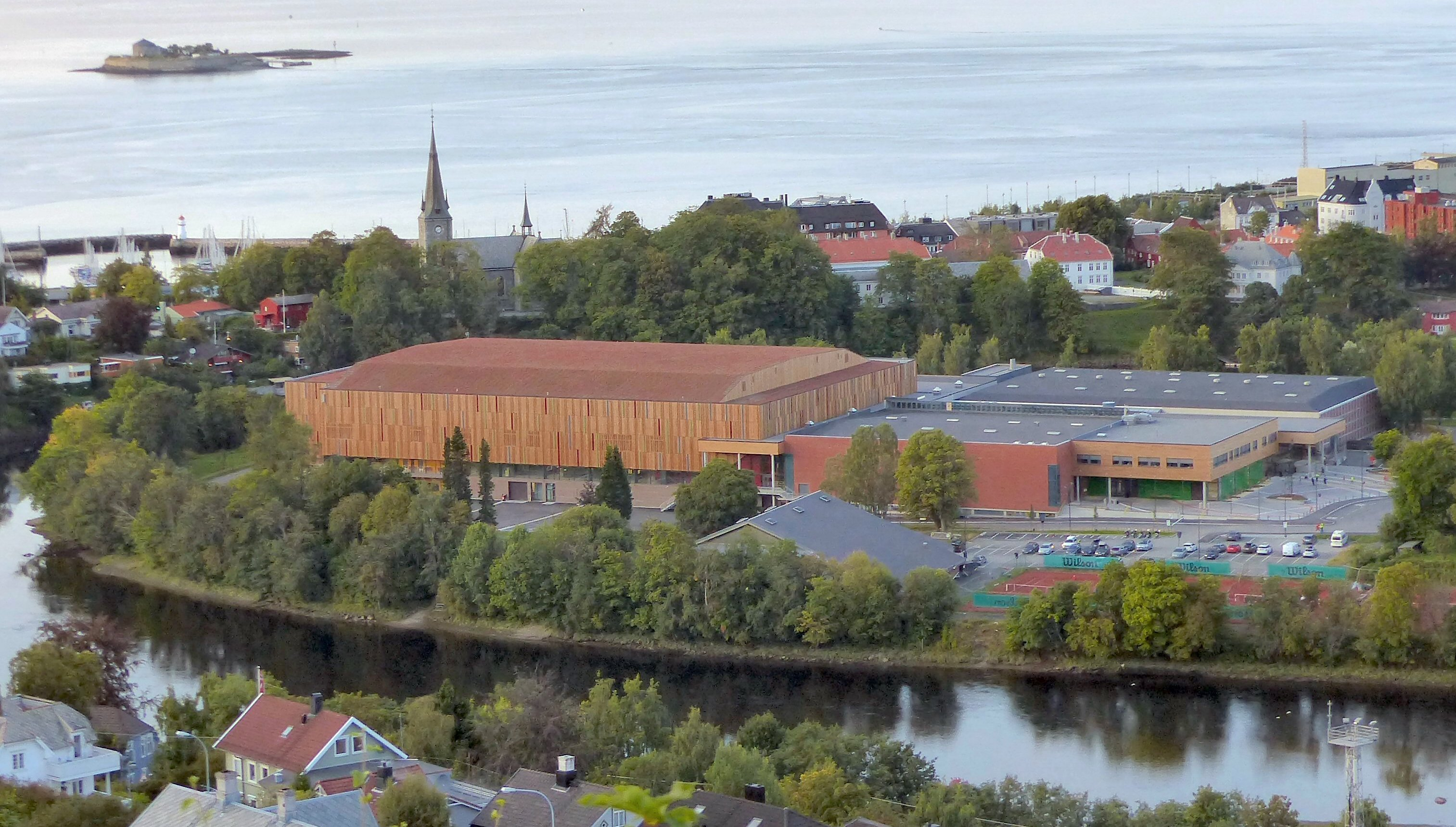
Trondheim Spektrum, miejsce organizacji koncertu finałowego Melodi Grand Prix 2023.

Półfinały konkursu odbyły się kolejno: 14, 21, oraz 28 stycznia w Screen Studios w Nydalen (na północ od Oslo), a finał – 4 lutego, ponownie w trondheimskim Spektrum po dwóch latach przerwy. 7 października 2022 roku ogłoszono, że konkurs prowadzić będą Arian Engebø i Stian Thorbjørnesen.

## Uczestnicy
Każdy autor tekstów i melodii, nie zważając na narodowość, miał prawo poddania maksymalnie trzech piosenek do oceny przez jury, które decyduje skład konkursu, jednak w procesie tworzenia każdej piosenki musiała brać udział co najmniej jedna osoba z norweskim obywatelstwem w celu „nadawania priorytetu i promowania norweskiej sceny muzycznej”; w sierpniu 2023 zorganizowano kilko obozów, których celem było stworzenie propozycji konkursowych. Piosenki oficjalnie wydane przed ogłoszeniem uczestników konkursu (4 stycznia) nie były brane pod uwagę w selekcji.
| Artysta                    | Piosenka                 | Kompozytor(zy)                                                                                                |
| -------------------------- | ------------------------ | --- |
| Akuvi                      | „Triumph”                | Anderz Wrethov, Andreas Stone Johansson, Beatrice Akuvi Hosen Kumordzie, Konstantinos Vlastaras               |
| Alejandro Fuentes          | „Fuego”                  | Alejandro Fuentes, Chris Young, Mateo Camargo, Nermin Harambasic                                              |
| Alessandra                 | „Queen of Kings”         | Alessandra Mele, Henning Olerud, Linda Dale, Stanley Ferdinandez                                              |
| Atle Pettersen             | „Masterpiece”            | Andreas Stone Johansson, Atle Pettersen, Hannah Bristow                                                       |
| Bjørn Olav                 | „Turn Off My Heart”      | Bjørn Olav Edvardsen, Christian Ingebrigtsen, Henrik Thala                                                    |
| Byron Williams Jr. i Jowst | „Freaky for the Weekend” | Byron Williams Jr., Joachim With Steen                                                                        |
| Eirik Næss                 | „Wave”                   | Amalie Olsen, Eirik Næss, Viktor Ljungqvist                                                                   |
| Eline Thorp                | „Not Meant to Be”        | Andreas Stone Johansson, Eline Thorp, Elsa Søllesvik, Jonas Jensen                                            |
| Ella A                     | „Waist”                  | Isabell Røren Hannevig, Raphaela Antônia Souza Silva, Timothy Gosden, Tristan Henry                           |
| Elsie Bay                  | „Love You in a Dream”    | Andreas Stone Johansson, Elsa Søllesvik, Tom Oehler                                                           |
| Jone                       | „Ekko inni meg”          | Audun Guldbransen, Christine Ekeberg, Christopher Archer, Jonas Nes Steinset, Morten Franck, Silje Blandkjenn |
| Kate Gulbrandsen           | „Tårer i paradis”        | Kate Gulbrandsen, Kjetil Mørland                                                                              |
| Maria Celin                | „Freya”                  | Anna Timgren, Benjamin Alasu, Eirik Fjeld, Gaute Ormåsen, Sindre Jenssen                                      |
| Rasmus Thall               | „Tresko”                 | Farida Benounis, Rasmus Thallaug, Robin Helmersen                                                             |
| Sandra Lyng                | „Drøm d bort”            | Erlend Torheim, Ferdinann West, Kristina Blakli, Sandra Lyng                                                  |
| Skrellex                   | „Love Again”             | Jonas Gladnikoff, Kai Thomas Larsen, Michael James Down, Primož Poglajen, Will Taylor                         |
| Stig van Eijk              | „Someday”                | Beate Thunes, Stig van Eijk                                                                                   |
| Swing'it                   | „Prohibition”            | Jonah Hitchens, Martin Jarl Velsin, Sam Norris, Vebjørn Mannen                                                |
| Tiril                      | „Break It”               | Benjamin Pinkus, Emelie Hollow, Emma Steinbakken, Lars Rossnes                                                |
| Ulrikke Brandstorp         | „Honestly”               | Ben Adams, Christoffer Gunnestad, Helge Moen, Jim Bergsted, Joshua Oliver, Ulrikke Brandstorp                 |
| Umami Tsunami              | „Geronimo”               | Bjørn Olav Edvardsen, Carl-Henrik Wahl, Kristian Lund, Lasse Nymann, Sindre Jenssen, Torgeir Ryssevik         |

## Półfinały
Legenda:
     Uczestnicy, którzy awansowali do finału

### Półfinał 1
Pierwszy półfinał odbył się 14 stycznia 2023.
| Lp. | Wykonawca                  | Piosenka                 | Rezultat |
| --- | -------------------------- | ------------------------ | -------- |
| 1   | Alessandra                 | „Queen of Kings”         | Finał    |
| 2   | Eirik Næss                 | „Wave”                   | Odpadł   |
| 3   | Rasmus Thall               | „Tresko”                 | Odpadł   |
| 4   | Kate Gulbrandsen           | „Tårer i paradis”        | Odpadła  |
| 5   | Umami Tsunami              | „Geronimo”               | Finał    |
| 6   | Ulrikke Brandstorp         | „Honestly”               | Finał    |
| 7   | Byron Williams Jr. i Jowst | „Freaky for the Weekend” | Odpadli  |

### Półfinał 2
Drugi półfinał odbył się 21 stycznia 2023.
| Lp. | Wykonawca         | Piosenka              | Rezultat |
| --- | ----------------- | --------------------- | -------- |
| 1   | Jone              | „Ekko inni meg”       | Finał    |
| 2   | Sandra Lyng       | „Drøm d bort”         | Odpadła  |
| 3   | Alejandro Fuentes | „Fuego”               | Odpadł   |
| 4   | Swing'it          | „Prohibition”         | Finał    |
| 5   | Elsie Bay         | „Love You in a Dream” | Finał    |
| 6   | Ella A            | „Waist”               | Odpadła  |
| 7   | Bjørn Olav        | „Turn Off My Heart”   | Odpadł   |

### Półfinał 3
Trzeci półfinał odbył się 28 stycznia 2023.
| Lp. | Wykonawca      | Piosenka          | Rezultat |   |       |           |         |
| --- | -------------- | ----------------- | -------- | - | ----- | --------- | ------- |
| Lp. | Wykonawca      | Piosenka          | Rezultat | 1 | Akuvi | „Triumph” | Odpadła |
| 2   | Tiril          | „Break It”        | Odpadła  |   |       |           |         |
| 3   | Skrellex       | „Love Again”      | Finał    |   |       |           |         |
| 4   | Eline Thorp    | „Not Meant to Be” | Finał    |   |       |           |         |
| 5   | Stig van Eijk  | „Someday”         | Odpadł   |   |       |           |         |
| 6   | Maria Celin    | „Freya”           | Odpadła  |   |       |           |         |
| 7   | Atle Pettersen | „Masterpiece”     | Finał    |   |       |           |         |

## Finał
Finał odbył się 4 lutego 2023 w Spektrum w Trondheim.
Legenda:
     Zdobywca pierwszego miejsca
     Zdobywca drugiego miejsca
     Zdobywca trzeciego miejsca
| Lp. | Wykonawca          | Piosenka              | Jury | Widzowie | Suma | Miejsce |
| --- | ------------------ | --------------------- | ---- | -------- | ---- | ------- |
| 1   | Jone               | „Ekko inni meg”       | 40   | 30       | 70   | 5       |
| 2   | Eline Thorp        | „Not Meant to Be”     | 42   | 18       | 60   | 6       |
| 3   | Skrellex           | „Love Again”          | 14   | 40       | 54   | 7       |
| 4   | Ulrikke Brandstorp | „Honestly”            | 60   | 78       | 138  | 2       |
| 5   | Umami Tsunami      | „Geronimo”            | 19   | 30       | 49   | 9       |
| 6   | Atle Pettersen     | „Masterpiece”         | 94   | 28       | 122  | 3       |
| 7   | Swing'it           | „Prohibition”         | 8    | 43       | 51   | 8       |
| 8   | Elsie Bay          | „Love You in a Dream” | 49   | 34       | 83   | 4       |
| 9   | Alessandra         | „Queen of Kings”      | 104  | 129      | 233  | 1       |

| Głosy jurorów | Głosy jurorów         | Głosy jurorów   | Głosy jurorów | Głosy jurorów | Głosy jurorów | Głosy jurorów | Głosy jurorów | Głosy jurorów | Głosy jurorów | Głosy jurorów | Głosy jurorów | Głosy jurorów |
| Lp. | Piosenka              | Wielka Brytania | Finlandia     | Azerbejdżan   | Hiszpania     | Ukraina       | Czechy        | Francja       | Islandia      | Holandia      | Szwecja       | Suma          |
| --- | --------------------- | --------------- | ------------- | ------------- | ------------- | ------------- | ------------- | ------------- | ------------- | ------------- | ------------- | ------------- |
| 1 | „Ekko inni meg”       | 8               | 6             |               | 4             | 4             |               | 4             |               | 6             | 8             | 40            |
| 2 | „Not Meant to Be”     | 1               | 1             | 6             | 6             |               | 12            | 2             | 8             | 4             | 2             | 42            |
| 3 | „Love Again”          | 2               |               | 2             |               |               |               | 1             | 6             | 2             | 1             | 14            |
| 4 | „Honestly”            | 4               | 8             | 1             | 10            | 6             | 8             | 8             | 1             | 8             | 6             | 60            |
| 5 | „Geronimo”            |                 | 10            |               |               | 1             | 4             |               | 4             |               |               | 19            |
| 6 | „Masterpiece”         | 10              | 4             | 12            | 8             | 10            | 10            | 6             | 12            | 12            | 10            | 94            |
| 7 | „Prohibition”         |                 |               | 4             | 1             | 2             | 1             |               |               |               |               | 8             |
| 8 | „Love You in a Dream” | 6               | 2             | 8             | 2             | 8             | 6             | 10            | 2             | 1             | 4             | 49            |
| 9 | „Queen of Kings”      | 12              | 12            | 10            | 12            | 12            | 2             | 12            | 10            | 10            | 12            | 104           |
| Sekretarze międzynarodowej komisji jurorskiej |                       |                 |               |               |               |               |               |               |               |               |               |               |
| - – Simon Proctor - – Matti Myllyaho - – Nigar Camal - – Luismi Palao - – Oksana Skybińśka - – Jan Bors - – Alexandra Redde-Amiel - – Sigurður Þorri Gunnarsson - – Lars Lourenco - – Natalie Carrion |                       |                 |               |               |               |               |               |               |               |               |               |               |

## Statystyki

### Oglądalność
| Etap       | Data             | Widzowie | Źr.    |
| ---------- | ---------------- | -------- | ------ |
| Półfinał 1 | 14 stycznia 2023 | 622 000  | [ 8 ]  |
| Półfinał 2 | 21 stycznia 2023 | 637 000  | [ 9 ]  |
| Półfinał 3 | 28 stycznia 2023 | 643 000  | [ 10 ] |
| Finał      | 4 lutego 2023    | 977 000  | [ 11 ] |